# Михаил Пенджерков
Михаил Григоров Пенджерков с псевдоним Евгений Павлович Герловский е български журналист, деец на Българската комунистическа партия.

## Биография
Роден е на 16 август 1895 година в Битоля, Османската империя. През Първата световна война е подпоручик в Единадесета пехотна македонска дивизия. Член на БКП от 1919 година. Член на Чехословашката комунистическа партия от 1920 година. Главен редактор е на легалния орган на Комунистическата партия „Новини“. В 1928 година вестникът е затворен от властите, а Пенджерков е арестуван и измъчван. Съден е, но е оправдан. В 1933 година емигрира в СССР. Арестуван е в 1937 година и освободен в 1939 година. Завръща се в България в 1945 година, след Деветосептемврийския преврат.
Умира в 1971 година.
Баща му Григор Пенджерков е деец на ВМОРО, осъден по Попставревата афера от 1900 година.